# The Garden Company Limited
Pour les articles homonymes, voir Garden.
 (juin 2020).
The Garden Company Limited (chinois : 嘉頓有限公司 pinyin : Jiā dùn yǒuxiàn gōngsī jyutping : gaa1 deon6 jau5 haan6 gung1 si1) ou tout simplement Garden est une boulangerie et une confiserie basée à Hong Kong. Elle est l'une des premières entreprises chinoises à vendre des produits occidentaux sur le territoire et a contribué à l'accès au pain et aux confiseries aux salariés à faibles revenus, avec leurs produits à bas prix.

## Histoire

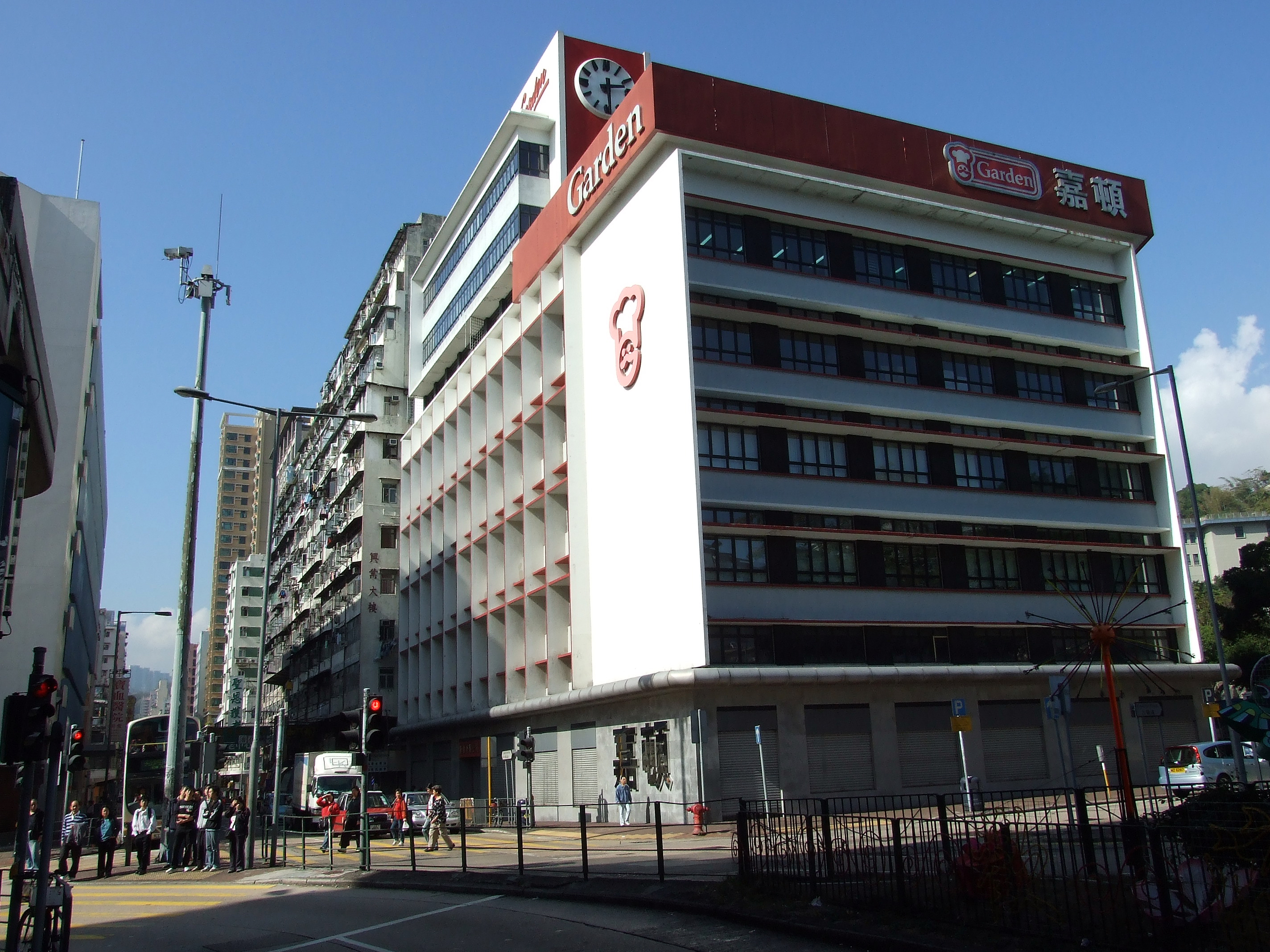
Siège social et ancienne usine à Sham Shui Po.

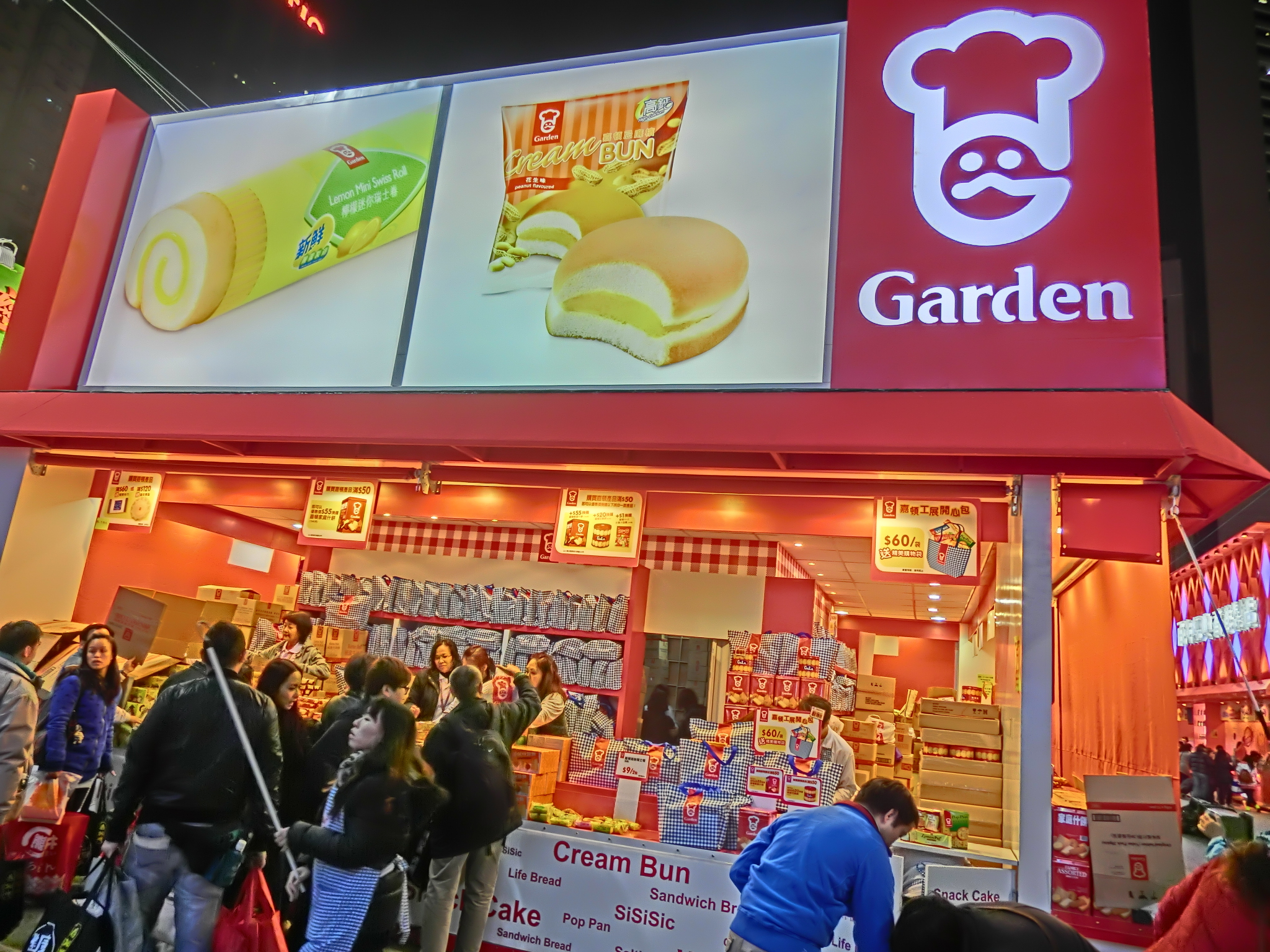
Boutique Garden.

The Garden Company Limited a été fondée en 1926 à Kowloon par Tse Fong Cheung et Wah O. Won avec une seule boulangerie. Le nom était tiré des jardins botanique et zoologique de Hong Kong.
Pendant la Seconde Guerre mondiale, Garden a fourni du pain à l'armée chinoise, mais pendant l'occupation japonaise de Hong Kong, de 1941 à 1945, elle a dû fermer. Avec l'afflux d'immigrants important d'après-guerre et la croissance d'Hong Kong, Garden a expansé ses activités. Lors des manifestations de 1956, la boulangerie Garden de Kowloon a été saccagée et le gouvernement leur a offert 743 000 $ HK en compensations l'année d'après.
Dans les années 1980 et 1990, les produits de Garden ont été exportés dans les différentes diasporas chinoises à travers le monde, contribuant à sa croissance. En 2020, l'entreprise était dirigée par la famille Cheung, en plus de collaborations avec d'autres investisseurs chinois. C'est l'une des dernières entreprises hongkongaises dont le siège y est encore.

## Produits

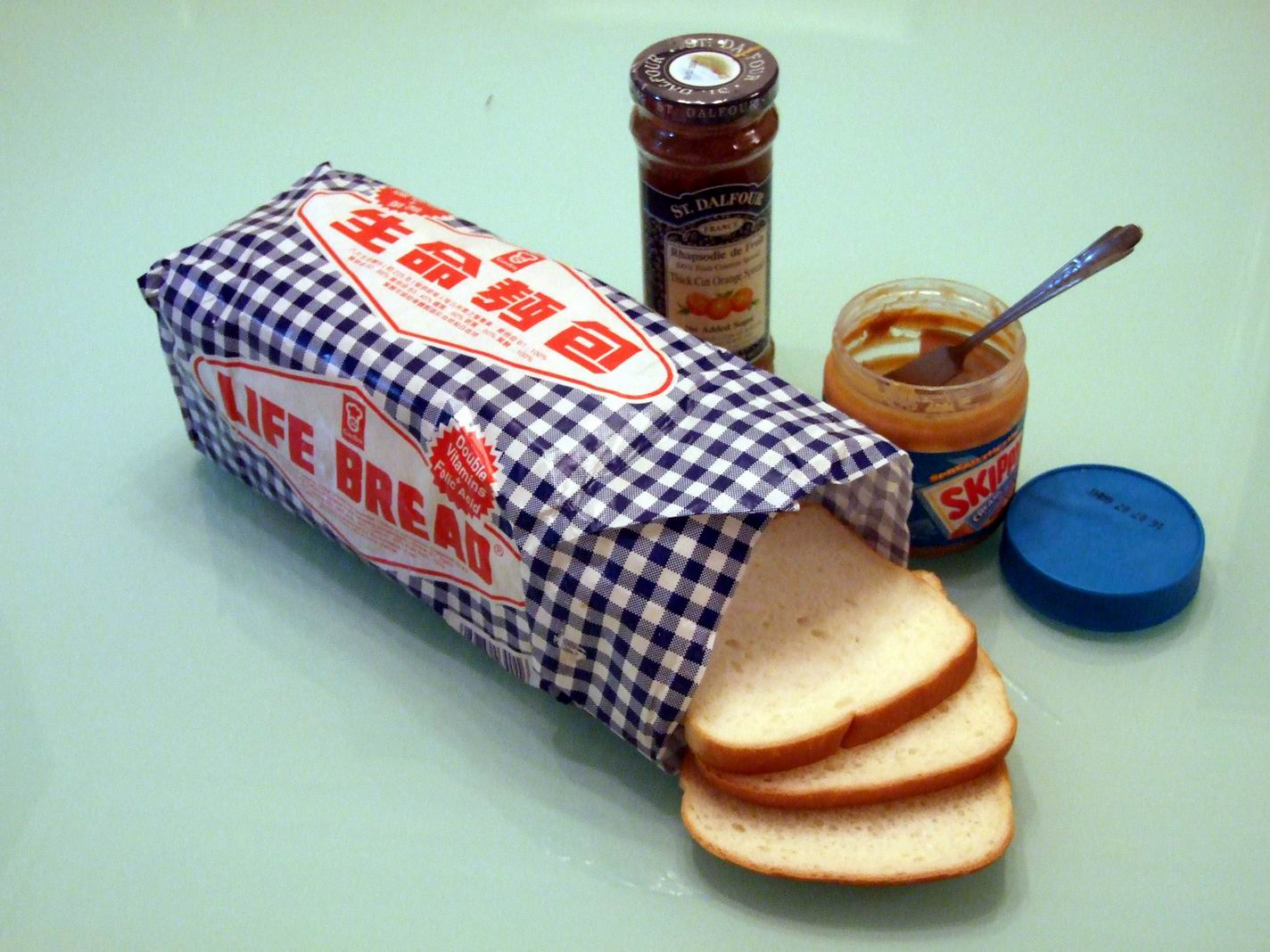
Un de leurs produits iconiques, le Life Bread.

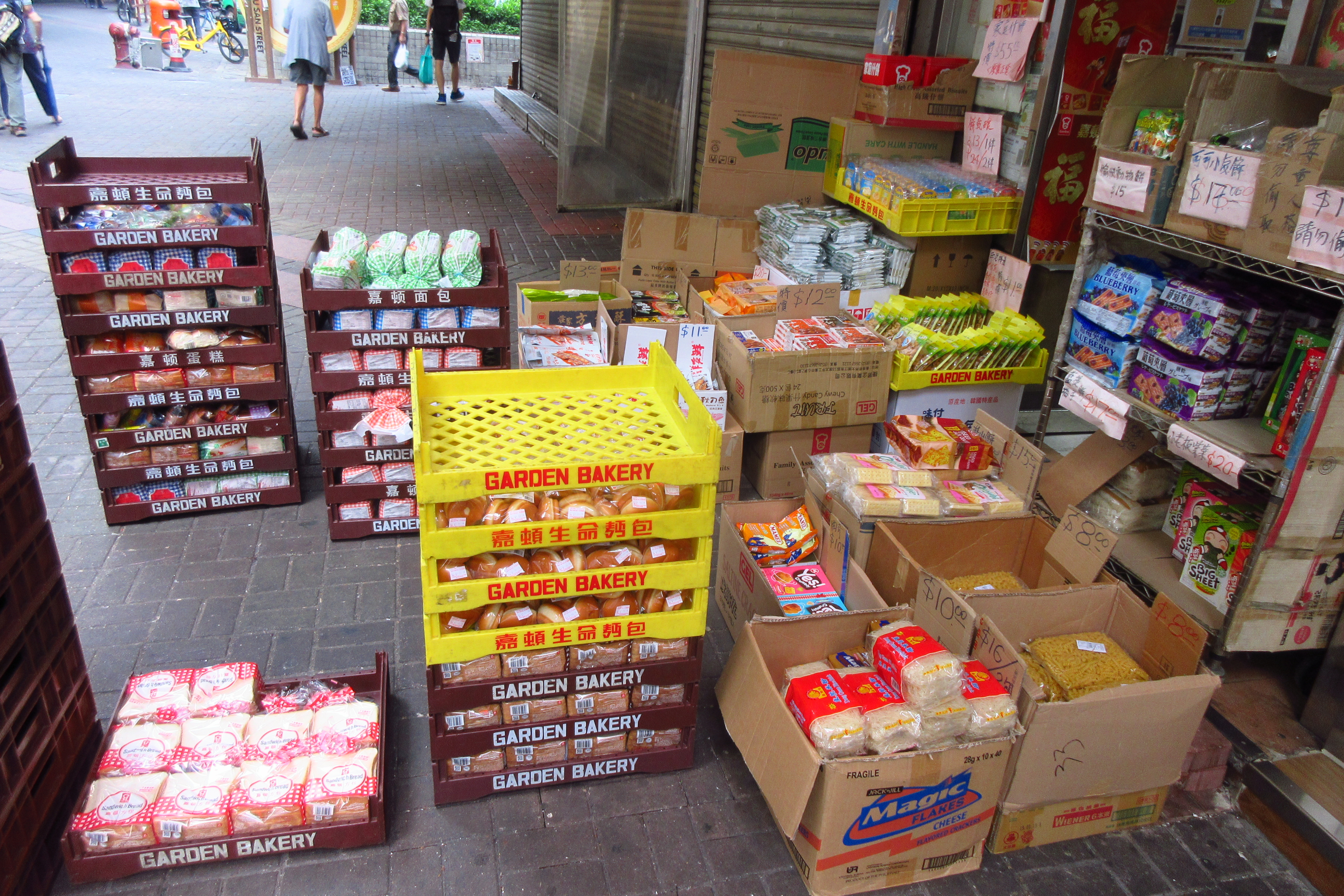
Produits Garden.

- Biscuits
- Buns
- Gâteaux et mélanges (en)
- Pain
- Pains militaires (années 1940)
- Pains spécialisés
- Pâtés impériaux
- Scones
- Snacks (grignotines)

## Sites de productions

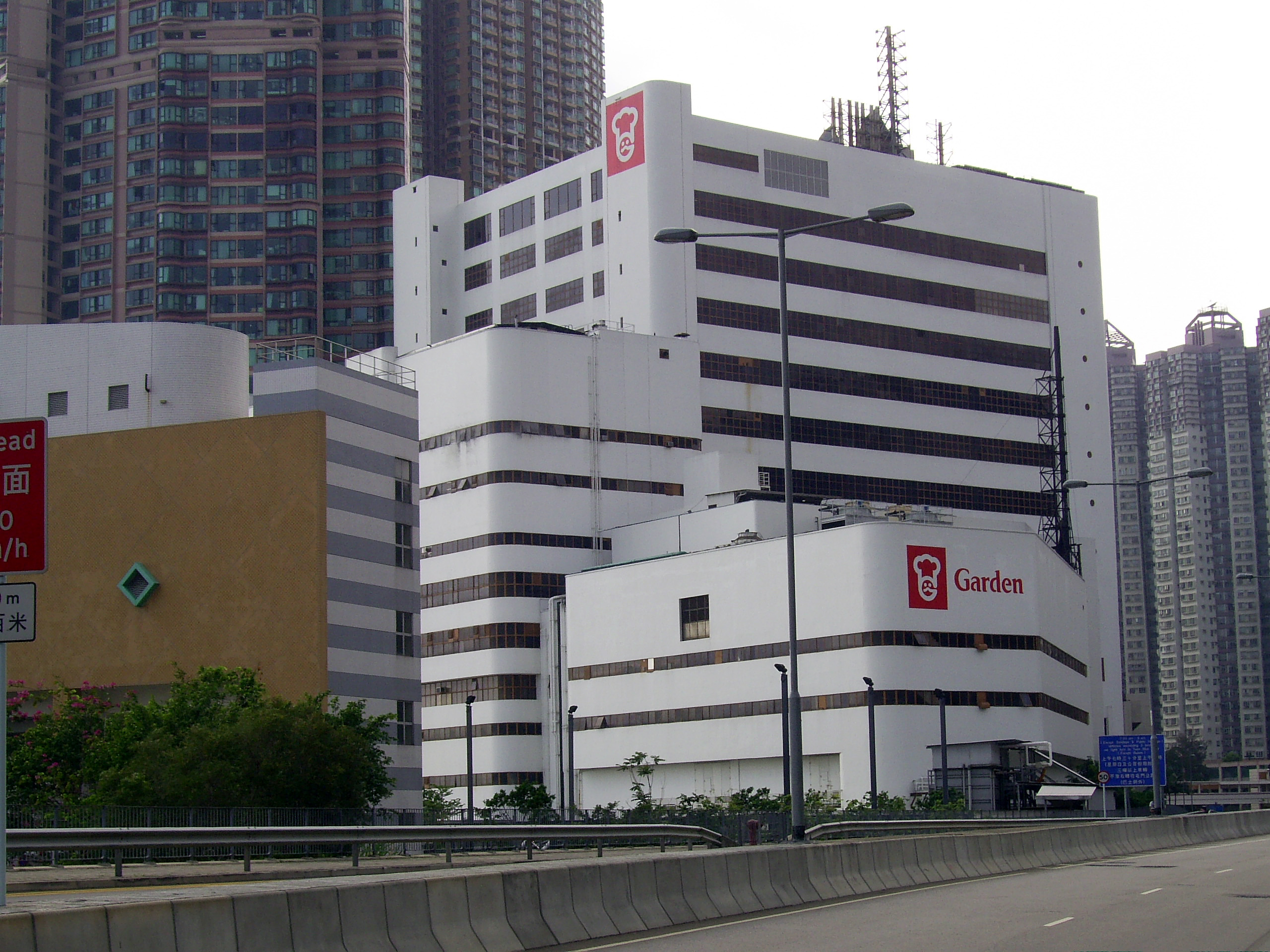
Usine de Sam Tseng.

### Hong Kong
- Sham Tseng (en) :
  - 13 000 m2 (1962) ;
  - Seconde expansion (1974) ;
  - Troisième expansion (1982) ;
  - 50 000 m2, quatrième expansion (1992) ;
  - 70 000 m2, cinquième expansion (2000).
- Kowloon :
  - Première boulangerie (1926 - 1935) ;
  - 475 m2, première expansion (1935 - 1938) ;
  - 1 400 m2, deuxième expansion (1938 - 1941) ;
  - Troisième expansion (1947 - 1951) ;
  - 7 000 m2, quatrième expansion (1951 - 1958) ;
  - 10 000 m2, cinquième expansion (depuis 1958).
- Central District :
  - Seconde boulangerie (1927 - 1935).
- Sham Shui Po :
  - Troisième boulangerie (1931 - 1934).

### Chinecontinentale
- Dongguan : 
  - Hua Jia Foodstuff Company (1985).
- Jiangsu :
  - Gong Yang Foodstuff Company (2000).